# Velehrad
Velehrad település Csehországban, a Uherské Hradiště-i járásban. Velehrad Modrá, Salaš, Zlechov, Jalubí, Jankovice, Tupesy, Traplice és Břestek településekkel határos. Lakosainak száma 1126 fő (2024. január 1.).

## Népesség
A település lakosságának változását az alábbi diagram mutatja:
| Lakosok száma | 544  | 610  | 798  | 1565 | 1535 | 1276 | 1203 | 1172 | 1099 | 1126 |
|               | 1869 | 1900 | 1921 | 1961 | 1980 | 2011 | 2016 | 2019 | 2021 | 2024 |

## Látnivalók
- Velehradi apátság a bazilikával